# Neasuroides simplicior
Neasuroides simplicior är en fjärilsart som beskrevs av Matsumura 1927. Neasuroides simplicior ingår i släktet Neasuroides och familjen björnspinnare. Inga underarter finns listade i Catalogue of Life.